# Рим (провинция)
Рим (Ро́ма; итал. Provincia di Roma) — бывшая провинция в Италии, в области Лацио. Большую часть провинции составляет Римская агломерация, хотя отдельные её части, особенно на севере, захватывают сельскохозяйственные земли.
Население провинции на май 2009 года составляло 4 148 913 человек. Провинция разделена на 121 общину.
Согласно Латеранским соглашениям 1929 года на территории провинции было создано государство Ватикан.
В 2015 году вместо провинции была образована новая территориальная единица метрополитенский город Рим-столица.

## География
Провинция граничит с севера с провинциями Витербо и Риети, на востоке — с областью Абруццо (провинция Аквила) и провинцией Фрозиноне, на юге — с провинцией Латина, на западе с Тирренским морем. Провинция занимает примерно треть территории Лацио.

## Климат
Климат сильно варьирует от региона к региону в зависимости от характера местности. Поэтому на западном побережье средиземноморский климат, а во внутренних районах страны на востоке — умеренный континентальный.
Температура уменьшается с запада на восток, в то время как увеличивается количество осадков — с около 700 мм в год в прибрежной зоне до около 1500 мм в год в районе гор Сабина и Симбруини.

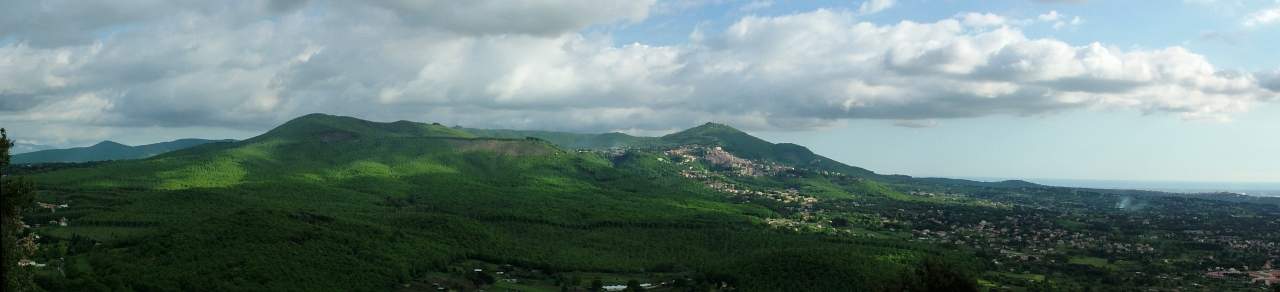
Альбанские горы.

## Население
Ниже приведены самые большие коммуны Рима.

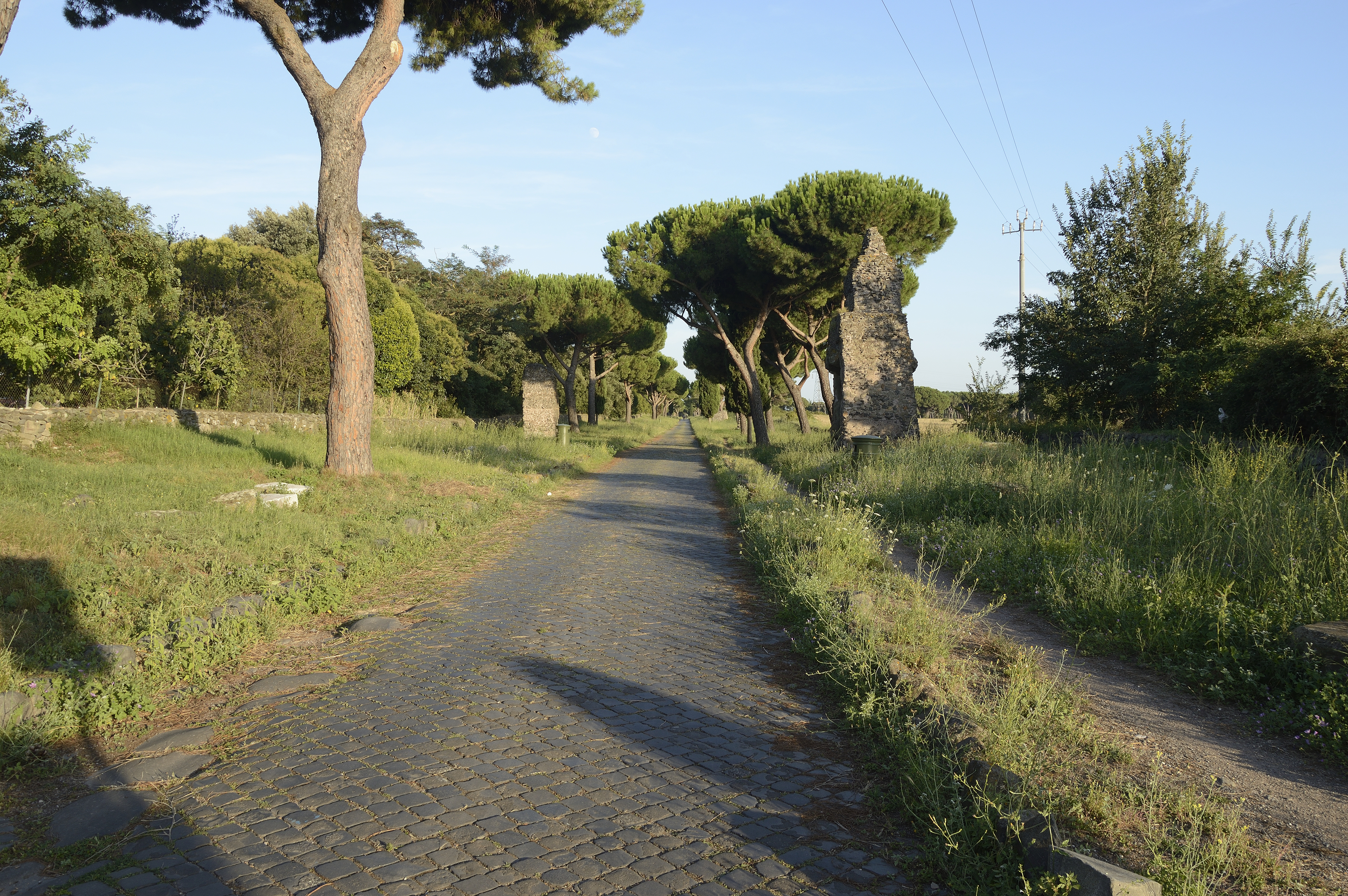
Аппиева дорога

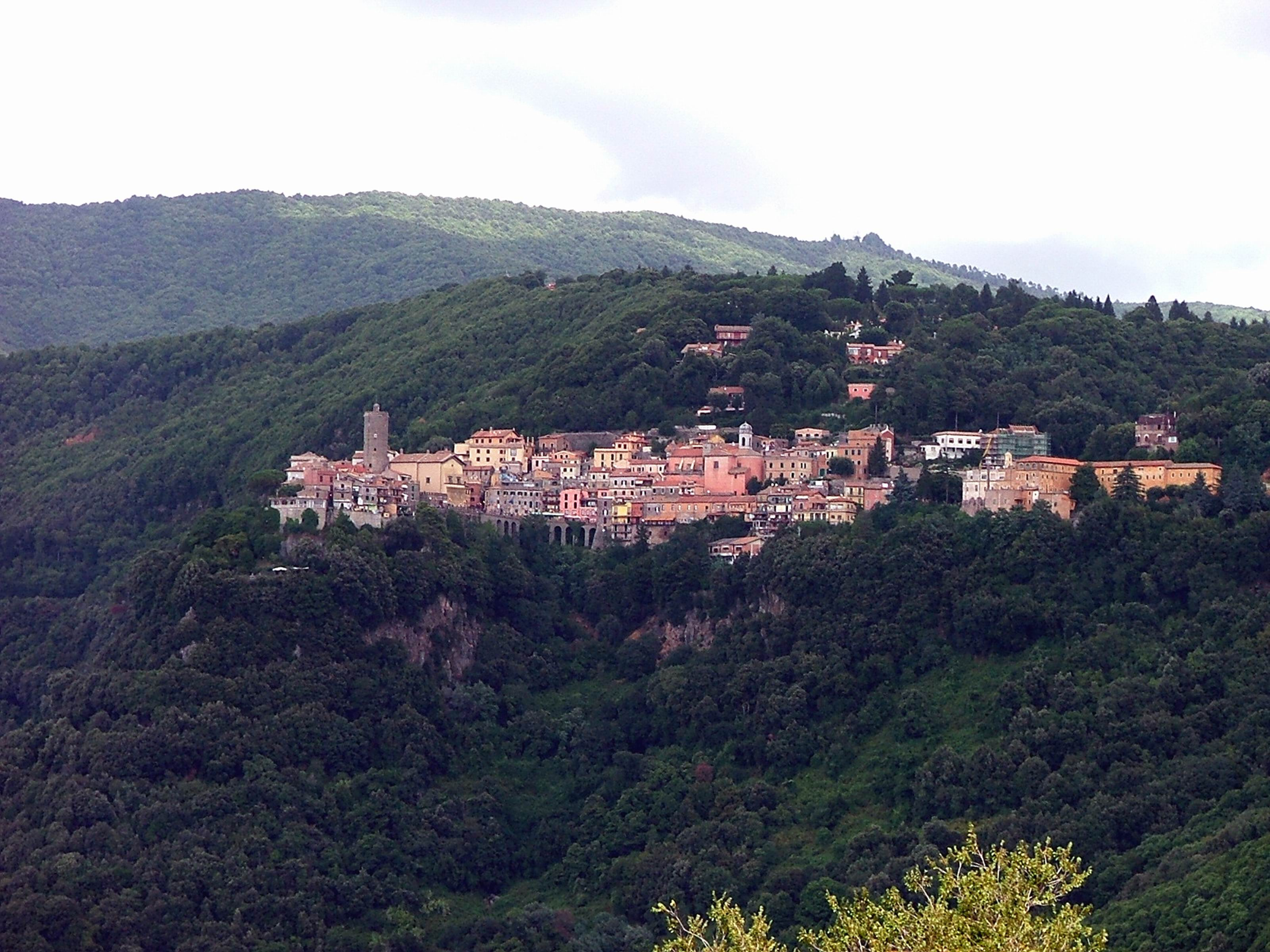
Неми

| Коммуна             | Население (28 февраля 2010) | Площадь (км²) | Плотность населения (чел/км²) |
| ------------------- | --------------------------- | ------------- | ----------------------------- |
| Рим                 | 2 754 440                   | 1285,3057     | 2138,65                       |
| Гуидония-Монтечельо | 85 570                      | 79,06         | 1082                          |
| Фьюмичино           | 70 245                      | 213,44        | 329,1                         |
| Помеция             | 60 810                      | 110,92        | 548,2                         |
| Тиволи              | 56 541                      | 68,50         | 825,4                         |
| Анцио               | 54 875                      | 43,46         | 1262,65                       |
| Веллетри            | 53 318                      | 113,21        | 470,96                        |
| Чивитавеккья        | 52 210                      | 71,95         | 725,45                        |
| Неттуно             | 47 143                      | 71,46         | 655                           |
| Ардея               | 42 845                      | 50,90         | 824,2                         |
| Ладисполи           | 40 338                      | 26,00         | 1551,46                       |
| Альбано Лацьале     | 40 285                      | 23,93         | 1683,45                       |
| Марино              | 39 595                      | 26,10         | 1507,51                       |
| Монтеротондо        | 39 518                      | 40,50         | 964                           |
| Чампино             | 38 561                      | 11,00         | 3498,73                       |
| Черветери           | 35 959                      | 134,43        | 259,7                         |
| Фонто-Нуова         | 24 950                      | ?             | ?                             |
| Дженцано-ди-Рома    | 22 607                      | ?             | ?                             |
| Коллеферро          | 21 614                      | ?             | ?                             |
| Фраскати            | 20 311                      | ?             | ?                             |
| Гроттаферрата       | 19 849                      | ?             | ?                             |
| Ментана             | 18 623                      | ?             | ?                             |
| Палестрина          | 18 175                      | ?             | ?                             |
| Ариччиа             | 18 062                      | ?             | ?                             |
| Ангуилара Сабация   | 18 256                      | 74,91         | 243,7                         |
| Санта-Маринелла     | 16 531                      | ?             | ?                             |
| Браччано            | 15 785                      | ?             | ?                             |

### Качество жизни
| Год  | Качество жизни (it:Sole 24 Ore) | Качество жизни (it:Italia Oggi) | Rapporto Ecosistema Urbano (it:Legambiente) |
| ---- | ------------------------------- | ------------------------------- | ------------------------------------------- |
| 2008 | 28º (- 20)                      | 29º (+ 29)                      | 55º (+ 5)                                   |
| 2009 | 24º (+ 4)                       | 82º (- 53)                      | 70º (- 15)                                  |

### Иностранные граждане
На 31 декабря 2008 иностранных граждан, проживающих в провинции Рим, насчитывалось 366 360. Из них граждан:
- Румыния 122 310
- Филиппины 26 866
- Польша 19 350
- Албания 12 571
- Перу 11 766

## Политика
Провинция руководилась провинциальным советом Рима, который состоявшем из 45 членов. Президент провинции Рима избирался народом с 1993 года раз в 5 лет и помогал органам исполнительной власти, провинциальной исполнительной власти.